# Susanne Beer
Susanne Beer (21 marzo 1981) è un'ex sciatrice alpina tedesca.

## Biografia
Attiva in gare FIS dal dicembre del 1996, la Beer esordì in Coppa Europa il 28 novembre 2002 a Ål in slalom gigante e in Coppa del Mondo il 28 novembre 2003 a Park City nella medesima specialità, in entrambi i casi senza completare la prova. Il 27 gennaio 2004 conquistò il suo miglior piazzamento in Coppa Europa, a Roccaraso in slalom gigante (12ª), mentre in Coppa del Mondo disputò la sua seconda e ultima gara il 7 febbraio successivo a Zwiesel nella medesima specialità, senza portarla a termine. Prese per l'ultima volta il via in Coppa Europa il 13 febbraio dello stesso anno a Sierra Nevada in slalom speciale, senza completare la prova, e si ritirò al termine di quella stessa stagione 2003-2004; la sua ultima gara fu lo slalom speciale dei Campionati austriaci 2004, disputato il 27 marzo a Gerlitzen e chiuso dalla Beer al 21º posto. Non prese parte a rassegne olimpiche o iridate.

## Palmarès

### Coppa Europa
- Miglior piazzamento in classifica generale: 145ª nel 2004

### Campionati tedeschi
- 1 medaglia:
  - 1 bronzo (slalom gigante nel 2003)